# Spandau (stadsdelsområde)
För andra betydelser, se Spandau.
Spandau är ett stadsdelsområde (Bezirk) i västra Berlin. I Spandau ingår stadsdelarna Falkenhagener Feld, Gatow, Hakenfelde, Haselhorst, Kladow, Staaken, Siemensstadt, Spandau och Wilhelmstadt. 

## Historia
För Spandaus historia före 1920, se Spandau (stadsdel).
Spandau var, i likhet med flera andra städer och byar i Berlins utkanter, fram till Berlins stora förvaltningsreform 1920 en självständig stad med egna stadsrättigheter. Spandau och den medeltida borgen som sedermera bildade kärnan i Zitadelle Spandau är äldre än staden Berlin själv, och många Spandaubor identifierar sig starkare med Spandau än med Berlin. Det nuvarande stadsdelsområdet Spandau omfattar förutom den tidigare staden Spandau även många omkringliggande småorter och tidigare gods som 1920 införlivades i Berlin.
Spandaus stadsdelsområde kom efter andra världskriget att bli del av den brittiska ockupationssektorn i Västberlin, fram till 1990. I Spandaus utkanter gjordes vissa justeringar av gränsdragningen mot den sovjetiska ockupationssektorn 1945, för att möjliggöra att Gatows flygplats, som låg på gränsen, skulle bli del av den brittiska sektorn. I utbyte avträdde britterna västra delen av stadsdelen Staaken (Staaken-West) till den sovjetiska sektorn, så att Berlinmuren kom att skilja detta område från Västberlin. Staaken-West var fram till 1990 en självständig kommun i DDR. Vid Två plus fyra-fördraget om Tysklands återförening beslutades att Staaken-West åter skulle bli en del av stadsdelsområdet Spandau i Berlin, vilket stadsdelen varit sedan dess.
Efter andra världskriget upprättade de allierade ockupationsmakterna 1947 Spandaufängelset där krigsförbrytare satt.  Fängelset revs när den sista fången, Rudolf Hess, dog 1987.

## Kultur och sevärdheter

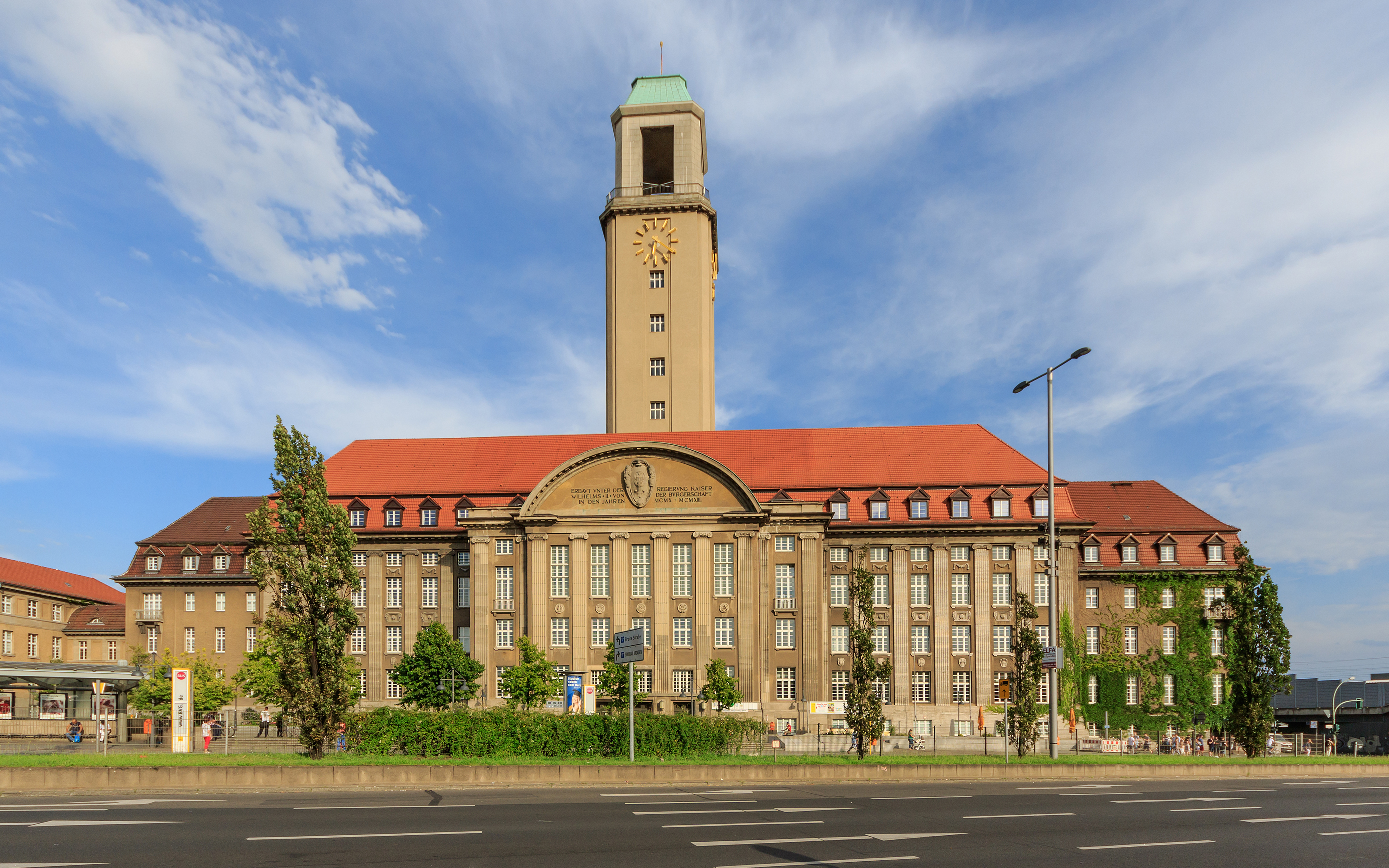
Rådhustornet i centrala Spandau

Bland områdets sevärdheter märks Zitadelle Spandau, Bundeswehrs flygvapenmuseum i Gatow och den medeltida stadskärnan i stadsdelen Spandau.

## Vänorter
Berlins stadsdelsområden har en tradition av att upprätthålla egna vänortsutbyten, då de till invånarantalet är jämförbara med en större stad. Följande orter och distrikt har officiella utbyten med stadsdelsområdet Spandau:
- Tyskland:
  - Nauen, Landkreis Havelland, Brandenburg, sedan 1988
  - Siegen och Kreis Siegen-Wittgenstein, Nordrhein-Westfalen, sedan 1952
- Storbritannien: Luton, sedan 1959
- Frankrike: Asnières-sur-Seine, sedan 1959

Mandatfördelning i stadsdelsområdets fullmäktige
2016

- Israel: Ashdod, sedan 1968
- Turkiet: İznik, sedan 1987